# 弗雷德里克一世 (瑞典)
黑森-卡塞尔的弗雷德里克一世（瑞典語：Fredrik I av Hessen-Kassel，1676年4月28日—1751年4月5日），瑞典黑森王朝國王，1720年至1751年在位。1730年起继位为黑森-卡塞尔领地伯爵，称弗里德里希一世。

## 家庭与早年生活
弗里德里希是黑森-卡塞尔领地伯爵卡尔一世与库尔兰公主玛丽·阿玛丽埃·克特勒（Marie Amalie Kettler）的第三子，1676年4月17日出生于卡塞尔。刚出世不久他的长兄就去世了，1677年他的次兄去世，他成为黑森-卡塞尔领地伯爵世子。他的祖辈详见下表：
| 瑞典国王、 黑森-卡塞尔领地伯爵 弗雷德里克一世 | 父亲： 黑森-卡塞尔领地伯爵卡爾一世 | 祖父： 黑森-卡塞尔领地伯爵威廉六世  | 祖父之父： 黑森-卡塞尔领地伯爵威廉五世      |
| 瑞典国王、 黑森-卡塞尔领地伯爵 弗雷德里克一世 | 父亲： 黑森-卡塞尔领地伯爵卡爾一世 | 祖父： 黑森-卡塞尔领地伯爵威廉六世  | 祖父之母： 哈瑙-明岑贝格的阿玛丽埃·伊丽莎白 |
| 瑞典国王、 黑森-卡塞尔领地伯爵 弗雷德里克一世 | 父亲： 黑森-卡塞尔领地伯爵卡爾一世 | 祖母： 勃兰登堡的海德维希·苏菲      | 祖母之父： 勃兰登堡选侯格奥尔格·威廉        |
| 瑞典国王、 黑森-卡塞尔领地伯爵 弗雷德里克一世 | 父亲： 黑森-卡塞尔领地伯爵卡爾一世 | 祖母： 勃兰登堡的海德维希·苏菲      | 祖母之母： 普法尔茨-西默恩的伊丽莎白·夏洛特 |
| 瑞典国王、 黑森-卡塞尔领地伯爵 弗雷德里克一世 | 母亲： 库尔兰的玛丽·阿玛丽埃       | 外祖父： 库尔兰公爵雅各布·冯·克特勒 | 外祖父之父： 库尔兰公爵威廉·馮·克特勒       |
| 瑞典国王、 黑森-卡塞尔领地伯爵 弗雷德里克一世 | 母亲： 库尔兰的玛丽·阿玛丽埃       | 外祖父： 库尔兰公爵雅各布·冯·克特勒 | 外祖父之母： 普鲁士的苏菲                   |
| 瑞典国王、 黑森-卡塞尔领地伯爵 弗雷德里克一世 | 母亲： 库尔兰的玛丽·阿玛丽埃       | 外祖母： 勃兰登堡的路易丝·夏洛特    | 外祖母之父： 同祖母之父                     |
| 瑞典国王、 黑森-卡塞尔领地伯爵 弗雷德里克一世 | 母亲： 库尔兰的玛丽·阿玛丽埃       | 外祖母： 勃兰登堡的路易丝·夏洛特    | 外祖母之母： 同祖母之母                     |

弗里德里希幼年时受到过良好的教育，青年时曾游历荷兰、瑞士、意大利、丹麦等国。在父亲1699年出使意大利时他出任摄政。1700年5月31日，弗里德里希与普鲁士的路易萨·多洛泰娅（Lovisa Dorotea av Preussen，1680年—1705年）结婚，然而路易萨·多洛泰娅在婚后五年去世，没有子嗣。在西班牙王位繼承戰爭中，弗里德里希作为上将服役于荷兰军队，他的勇敢使人一眼就能认出他来。
1710年起，黑森-卡塞尔与瑞典开始商议弗里德里希与瑞典公主烏爾麗卡·埃莉諾拉的婚事。乌尔丽卡·埃利诺拉的哥哥瑞典国王卡尔十二世最终了同意二人的婚事。二人于1715年3月24日结婚。
弗里德里希1716年开始跟随内弟卡尔十二世入侵挪威。一些歷史學家認為，在1718年圍攻弗雷德里克史登時，是副官弗里德里希開槍射擊時失誤，引發卡尔十二世的死亡。卡尔十二世死后，他的外甥荷尔斯泰因公爵卡尔·弗里德里希和妹妹乌尔丽卡·埃利诺拉都要求瑞典的王位。1719年乌尔丽卡·埃利诺拉成为瑞典女王，她想让弗里德里希成为共治君主，但国会否定了她的想法。弗里德里希成为瑞典王夫，称“殿下”（kunglig höghet），还被授予瑞典军队总司令的称号，是瑞典与俄罗斯作战的最高统帅。
弗里德里希在女王妻子的同意下很快赢得了对政府的影响力。女王试图通过外交渠道与瑞典的老对手英国结成同盟，虽然该目的最终达到了，但英瑞两国的同盟舰队最终被俄罗斯舰队击败，瑞典丧失了最后的据点。1720年乌尔丽卡·埃利诺拉女王让位于伴王黑森的弗里德里希，弗里德里希成为瑞典国王弗雷德里克一世。

## 瑞典国王
在卡尔十二世死以後，瑞典國會選擇了他的其中一個原因，就是他沒有合法繼承權，又是外國人，因此轉而依賴國會的支持。1720年5月3日，弗雷德里克一世在動盪不安的時期，在斯德哥爾摩開始了他31年的統治。1721年在尼斯塔德和約（Freden i Nystad）上，他被迫将愛沙尼亞、利沃尼亞和卡累利阿割让给俄罗斯。1723年，为了奖励軍事發明家斯汶·奥德尔曼（Sven Åderman）提高滑膛槍開火的頻率，將奥兰島的哈尔托尔普的领地赐給他。
在弗雷德里克一世治下，瑞典逐漸走上了君主立憲制道路。1723年，議會成為最高權力機構，參加者有教士、貴族、資產階級和農民四個等級。議會休會時，國務由參政會處理，國王被置之於一旁，在參政會中只是一個首席行政長官，不過擁有兩票表決權而已。在那時期，他將他的大部分時間用於打獵和与情妇纏綿之上。他是瑞典第一个有王室情婦的国王，他与王后没有子嗣，却与情妇赫德维格·乌尔丽卡·陶泊（Hedvig Ulrike Taube）有二子二女。
瑞典失去了昔日歐洲的權力地位。1741年瑞典与俄罗斯战端又起，瑞典兵败，于1743年6月28日與俄罗斯簽訂奥布和约，被迫将屈米河以东的所有领土割让给俄国，并立俄罗斯女沙皇伊丽莎白未婚夫的弟弟荷爾斯泰因-戈托普的阿道夫·弗雷德里克为王储。

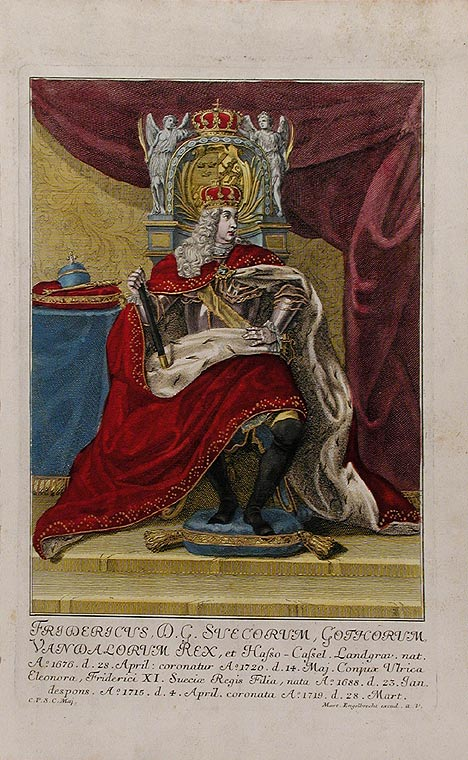
瑞典国王弗雷德里克一世，马丁·昂格尔布雷希特绘

由於議會制度的實行，議會中的黨派鬥爭日益明顯。到18世紀30年代，議會中出現了政黨的雛形，形成「禮帽黨」（Hattpartiet）和「便帽黨」（Mösspartiet）的兩派對立。禮帽黨是大貴族的政黨，自以為是戴禮帽的優雅人士；而市民階級則反唇相譏，自稱為「便帽黨」。最初，禮帽黨頗為得勢，從1739年至1764年一直掌握政權。他們進行了一些改革，使瑞典的國際地位有所改善；實行重商主義政策，使工業、農業都得到較大發展。他們也關心文化科學的發展，效法法國的啟蒙思想，推進洛可可式風格，甚至還建造了一座中國式的樓館。便帽黨在1765年執政後，推崇英國的務實態度和新科學精神。

## 黑森-卡塞尔领地伯爵
在成為瑞典國王後10年的1730年，弗雷德里克父亲卡尔去世，他继位成為黑森-卡塞尔领地伯爵。他很快地指定弟弟威廉為黑森-卡塞尔的摄政。弗雷德里克一世在黑森-卡塞尔不算是个成功的伯爵。他將更多精力專注在瑞典，通過談判，斯德哥爾摩貴族妥協，他和皇室有了一小塊屬地。瑞典宫廷需要的巨额经费自從18世紀30年代来自黑森-卡塞尔，這意味弗雷德里克是一個富有的领主。
如今黑森已很难找到弗雷德里克一世的遗物，为数不多的遗物之一是马尔堡大学体育学院旧大门上他的瑞典王室的花押（FR）。

## 继承人
弗雷德里克沒有合法子嗣。1743年，瑞典國會開會選舉王位繼承人。丹麥認為丹麥王储也應該有繼承權，但是他們失敗了，親俄派選了荷爾斯泰因公爵卡尔·彼得·乌尔里希，並派了一個代表團到俄國通知他。但是代表團發現公爵已被選為俄國皇位的繼承人。瑞典只好選卡尔·彼得·乌尔里希的堂叔，也是弗雷德里克一世的连襟的侄子荷爾斯泰因-戈托普-奥伊汀的阿道夫·弗雷德里克（Adolf Fredrik）为王储，并通过1743年的奥布和约确立下来。
弗雷德里克一世1751年3月25日在斯德哥爾摩的蘭格爾堡（Wrangel）去世。阿道夫·弗雷德里克继位為瑞典國王。黑森-卡塞尔领地伯爵的爵位由他的監國弟弟威廉八世继承。

## 婚姻与子女

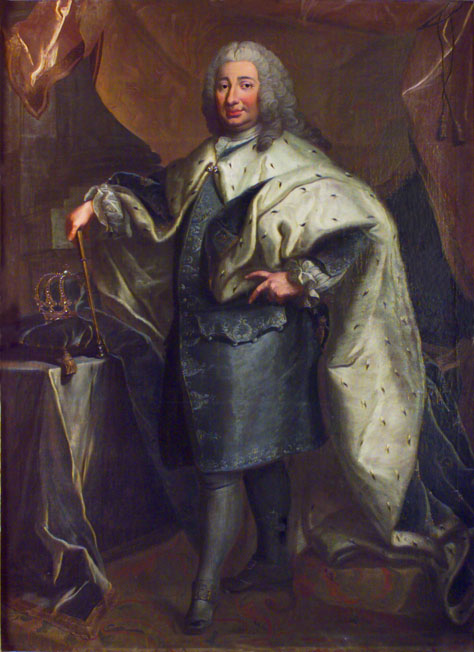
瑞典国王弗雷德里克一世

- 第一次婚姻：1700年5月31日與布蘭登堡選侯腓特烈一世的女兒路易絲·多蘿西亞，没有子嗣。
- 第二次婚姻：1715年3月24日與瑞典國王卡爾十一世的女兒烏爾麗卡·埃莉諾拉，没有子嗣。

他與情婦赫德维格·乌尔丽卡·陶泊（Hedvig Ulrike Taube）有二子二女：
- 弗雷德里卡·威廉明娜（Frederica Wilhelmina，1733年—1734年），早夭
- 弗里德里希·威廉（Friedrich Wilhelm，1735年—1808年），被封为黑森施泰因亲王（Fürst von Hessenstein）
- 卡尔（Karl，1737年—1769年），黑森施泰因伯爵
- 赫德维格·阿玛利亚（Hedvig Amalia，1743年—1752年），黑森施泰因女伯爵。